# Lijst van voetbalinterlands Bolivia - Brazilië
Deze lijst van voetbalinterlands is een overzicht van alle officiële voetbalwedstrijden tussen de nationale teams van Bolivia en Brazilië. De Zuid-Amerikaanse buurlanden speelden tot op heden 33 keer tegen elkaar. De eerste ontmoeting, een groepswedstrijd tijdens het Wereldkampioenschap voetbal 1930, werd gespeeld in Montevideo (Uruguay) op 20 juli 1930. Het laatste duel, een kwalificatiewedstrijd voor het Wereldkampioenschap voetbal 2026, vond plaats op 8 september 2023 in Belém.

## Wedstrijden
| №  | Plaats                  | Datum             | Competitie           | Wedstrijd          | Uitslag |
| -- | ----------------------- | ----------------- | -------------------- | ------------------ | ------- |
| 1  | Montevideo              | 20 juli 1930      | WK 1930              | Brazilië – Bolivia | 4 – 0   |
| 2  | Santiago                | 28 januari 1945   | Copa América 1945    | Brazilië – Bolivia | 2 – 0   |
| 3  | Buenos Aires            | 16 januari 1946   | Copa América 1946    | Brazilië – Bolivia | 3 – 0   |
| 4  | São Paulo               | 10 april 1949     | Copa América 1949    | Brazilië – Bolivia | 10 – 1  |
| 5  | Lima                    | 1 maart 1953      | Copa América 1953    | Brazilië – Bolivia | 8 – 1   |
| 6  | Buenos Aires            | 21 maart 1959     | Copa América 1959    | Brazilië – Bolivia | 4 – 2   |
| 7  | Cochabamba              | 31 maart 1963     | Copa América 1963    | Bolivia – Brazilië | 5 – 4   |
| 8  | Rio de Janeiro          | 27 mei 1973       | Vriendschappelijk    | Brazilië – Bolivia | 5 – 0   |
| 9  | Cali                    | 14 juli 1977      | WK 1978 kwalificatie | Brazilië – Bolivia | 8 – 0   |
| 10 | La Paz                  | 26 juli 1979      | Copa América 1979    | Bolivia – Brazilië | 2 – 1   |
| 11 | São Paulo               | 16 augustus 1979  | Copa América 1979    | Brazilië – Bolivia | 2 – 0   |
| 12 | La Paz                  | 22 februari 1981  | WK 1982 kwalificatie | Bolivia – Brazilië | 1 – 2   |
| 13 | Rio de Janeiro          | 22 maart 1981     | WK 1982 kwalificatie | Brazilië – Bolivia | 3 – 1   |
| 14 | Santa Cruz de la Sierra | 2 juni 1985       | WK 1986 kwalificatie | Bolivia – Brazilië | 0 – 2   |
| 15 | São Paulo               | 30 juni 1985      | WK 1986 kwalificatie | Brazilië – Bolivia | 1 – 1   |
| 16 | Viña del Mar            | 9 juli 1991       | Copa América 1991    | Brazilië – Bolivia | 2 – 1   |
| 17 | La Paz                  | 25 juli 1993      | WK 1994 kwalificatie | Bolivia – Brazilië | 2 – 0   |
| 18 | Recife                  | 29 augustus 1993  | WK 1994 kwalificatie | Brazilië – Bolivia | 6 – 0   |
| 19 | La Paz                  | 29 juni 1997      | Copa América 1997    | Bolivia – Brazilië | 1 – 3   |
| 20 | Rio de Janeiro          | 3 september 2000  | WK 2002 kwalificatie | Brazilië – Bolivia | 5 – 0   |
| 21 | La Paz                  | 7 november 2001   | WK 2002 kwalificatie | Bolivia – Brazilië | 3 – 1   |
| 22 | Goiânia                 | 31 januari 2002   | Vriendschappelijk    | Brazilië – Bolivia | 6 – 0   |
| 23 | São Paulo               | 5 september 2004  | WK 2006 kwalificatie | Brazilië – Bolivia | 3 – 1   |
| 24 | La Paz                  | 9 oktober 2005    | WK 2006 kwalificatie | Bolivia – Brazilië | 1 – 1   |
| 25 | Rio de Janeiro          | 10 september 2008 | WK 2010 kwalificatie | Brazilië – Bolivia | 0 – 0   |
| 26 | La Paz                  | 11 oktober 2009   | WK 2010 kwalificatie | Bolivia – Brazilië | 2 – 1   |
| 27 | Santa Cruz de la Sierra | 6 april 2013      | Vriendschappelijk    | Bolivia – Brazilië | 0 – 4   |
| 28 | Natal                   | 6 oktober 2016    | WK 2018 kwalificatie | Brazilië − Bolivia | 5 − 0   |
| 29 | La Paz                  | 5 oktober 2017    | WK 2018 kwalificatie | Bolivia − Brazilië | 0 − 0   |
| 30 | São Paulo               | 14 juni 2019      | Copa América 2019    | Brazilië – Bolivia | 3 − 0   |
| 31 | São Paulo               | 9 oktober 2020    | WK 2022 kwalificatie | Brazilië − Bolivia | 5 − 0   |
| 32 | La Paz                  | 29 maart 2022     | WK 2022 kwalificatie | Bolivia − Brazilië | 0 − 4   |
| 33 | Belém                   | 8 september 2023  | WK 2026 kwalificatie | Brazilië − Bolivia | 5 − 1   |
| 34 | El Alto                 | 9 september 2025  | WK 2026 kwalificatie | Bolivia − Brazilië |         |

## Samenvatting
| Competitie        | Totaal gespeeld | Winst Bolivia | Gelijk | Winst Brazilië | Doelsaldo Bolivia – Brazilië |
| ----------------- | --------------- | ------------- | ------ | -------------- | ---------------------------- |
| WK-eindronde      | 1               | 0             | 0      | 1              | 0 − 4                        |
| WK-kwalificatie   | 18              | 3             | 4      | 11             | 13 − 42                      |
| Copa América      | 11              | 2             | 0      | 9              | 13 − 42                      |
| Vriendschappelijk | 3               | 0             | 0      | 3              | 0 − 15                       |
| Totaal            | 33              | 5             | 4      | 24             | 26 − 113                     |

Wedstrijden bepaald door strafschoppen worden, in lijn met de FIFA, als een gelijkspel gerekend.

## Details

### Twaalfde ontmoeting
| WK 1982 kwalificatie (La Paz, Bolivia, 22 februari 1981): |       |                          |
| Bolivia                                                   | 1 – 2 | Brazilië                 |
| Carlos Aragonés 27'                                       | goals | 6' Sócrates 60' Reinaldo |

### Dertiende ontmoeting
| WK 1982 kwalificatie (Rio de Janeiro, Brazilië, 22 maart 1981): |       |                            |
| Brazilië                                                        | 3 – 1 | Bolivia                    |
| Zico 20' Zico 46' Zico 80'                                      | goals | 68' (pen.) Carlos Aragonés |

### Veertiende ontmoeting
| WK 1986 kwalificatie (Santa Cruz de la Sierra, Bolivia, 2 juni 1985): |       |                                                    |
| Bolivia                                                               | 0 – 2 | Brazilië                                           |
|                                                                       | goals | 55' Walter Casagrande 59' (e.d.) Miguel Ángel Noro |

### Vijftiende ontmoeting
| WK 1986 kwalificatie (São Paulo, Brazilië, 30 juni 1985): |       |                         |
| Brazilië                                                  | 1 – 1 | Bolivia                 |
| Careca 19'                                                | goals | 75' Juan Carlos Sánchez |

### 21ste ontmoeting
| WK 2002 kwalificatie (La Paz, Bolivia, 7 november 2001):            |       |             |
| Bolivia                                                             | 3 – 1 | Brazilië    |
| Líder Paz 42' Julio César Baldivieso 70' Julio César Baldivieso 89' | goals | 26' Edílson |

### 22ste ontmoeting
| Vriendschappelijk (Goiânia, Brazilië, 31 januari 2002):                                             |       |         |
| Brazilië                                                                                            | 6 – 0 | Bolivia |
| Cris 43' Gilberto Silva 46' Gilberto Silva 54' José Kléberson 62' Washington 71' Ânderson Polga 81' | goals |         |

### 25ste ontmoeting
| WK 2010 kwalificatie (Rio de Janeiro, Brazilië, 10 september 2008): |       |         |
| Brazilië                                                            | 0 – 0 | Bolivia |
|                                                                     | goals |         |

### 27ste ontmoeting
| Vriendschappelijk (Santa Cruz de la Sierra, Bolivia, 6 april 2013): |       |                                                     |
| Bolivia                                                             | 0 – 4 | Brazilië                                            |
|                                                                     | goals | 4' Leandro Damião 31' Neymar 42' Neymar 90' Leandro |

### 28ste ontmoeting
| WK 2018 kwalificatie (Natal, Brazilië, 6 oktober 2016):                                |       |         |
| Brazilië                                                                               | 5 – 0 | Bolivia |
| Neymar 11' Philippe Coutinho 26' Filipe Luís 39' Gabriel Jesus 44' Roberto Firmino 75' | goals |         |